# Altimetru

Altimetru

Altimetrul este un instrument cu care se măsoară altitudinea (înălțimea) față de un nivel de referință (nu neapărat nivelul mării), aflat la bordul planoarelor, avioanelor (aparatelor de zbor). El indică înalțimea de zbor față de nivelul aerodromului de decolare și se bazează pe principiul descreșterii presiunii atmosferice, în raport cu înălțimea. De fapt el este un barometru, cu indicații în unități de înălțime.
A fost inventat de Louis Paul Cailletet.
În 1928, Paul Kollsman realizează un altimetru barometric de precizie, care să intre în dotarea avioanelor.
Lloyd Espenschied realizează în 1924 primul altimetru radio.
Utilizarea în planorism și aviație a barometrului cu mercur este practic imposibilă, din cauza variațiilor relativ bruște de viteză și înălțime și de aceea este înlocuit cu o capsulă metalică vidată, confecționată din tablă foarte subțire. Pereții capsulei fiind foarte elastici, sub acțiunea presiunii atmosferice se deformează. Deformația, proporțională cu variația presiunii exterioare, printr-un sistem de transmisie, este condusă la un ac indicator, care se mișcă în fața unui cadran gradat în unități de înălțime.
În cazul urcării planorului (avionului), presiunea atmosferică scade, pereții elastici ai capsulei întâlnesc o rezistență mai mică, deci capsula se dilată, punând în mișcare mecanismul de transmisie care, la rândul lui, imprimă acului indicator o mișcare proporțională cu valoarea deformației. Pe cadranul aparatului sunt indicate atât unități de presiune, cât și valoarea înălțimilor corespunzătoare.
Întrucât altimetrul ar indica înălțimea față de nivelul mării, este prevăzut cu un buton de "calaj" (reglare sau aducere la zero), al cărui rol este de a permite corectarea erorilor datorate variației presiunii atmosferice la sol, astfel ca aparatul să indice întotdeauna, înălțimea față de aerodromul de plecare. Această operație poartă denumirea de "calaj altimetric".